# Tchórz (powieść)
Tchórz (ang. The Man Within) – pierwsza wydana drukiem powieść brytyjskiego pisarza i dramaturga Grahama Greene’a.
Powieść opublikowana w 1929, doczekała się polskiego tłumaczenia Marii Skibniewskiej dopiero w 1962. Zanim autorowi udało się wydać Tchórza, wcześniej dwukrotnie sięgnął po pióro, jednak dwie pierwsze jego powieści nigdy nie zostały wydane. Pierwszą jego oficjalną publikacją był tomik wierszy Babbling April. Green wydał go, gdy był jeszcze studentem w oksfordzkim Balliol College.
W przedmowie do kieszonkowego wydania Tchórza w wydawnictwie Penguin, autor ocenił swą książkę jako „beznadziejne romansidło”.
W roku 1947 na kanwie powieści Greene’a nakręcono w Anglii film pod tytułem The Smugglers. W rolach głównych obsadzono Michaela Redgrave’a (jako Richard Carlyon), Richarda Attenborough (jako Francis Andrews) oraz Joan Greenwood (jako Elizabeth).

## Opis fabuły
Głównymi bohaterami powieści są: szmugler Francis Andrews, Elizabeth, spotkana przez niego dziewczyna, która okaże się jego życiową miłością, oraz Carlyon, kapitan przemytniczej łodzi. Ten ostatni został przez Francisa zdradzony i wydany.
Głównymi tematami powieści są zdrada oraz wątek dotyczący relacji pomiędzy Andrews i jego zmarłym ojcem.
Powieść rozpoczyna się sceną ucieczki głównego bohatera po starciu bandy przemytników z celnikami. W strzelaninie ginie jeden z celników. Andrews przypadkowo trafia do stojących na odludziu zabudowań, które okazują się być domem Elizabeth. Mężczyzna, z którym dziewczyna żyła, niedawno zmarł. Szmugler uciekinier broni dziewczynę przed jej sąsiadami, którzy uważają ją za kobietę o wątpliwej reputacji (czytelnik nie dowiaduje się z fabuły, czy te zarzuty były słuszne, czy też nie). Po spotkaniu z szefem bandy Andrews wraca do domu Elizabeth, która namawia go, by zeznawał w sprawie przemytu.
Andrews decyduje się na zeznawanie przeciwko swym byłym kompanom. Przemytnicy uznają go za zdrajcę. Niespodziewanie szmuglerzy zostają uniewinnieni. Postanawiają zemścić się na Andrews. Planują zabicie Elizabeth.
Po powrocie do domu Andrews mówi Elizabeth o niebezpieczeństwie. Dziewczyna prosi go, by przyniósł wody ze studni. Czerpiąc wodę Andrews widzi jednego ze zbirów wchodzącego do domu Elizabeth. Nie udaje mu się jednak uratować dziewczyny. W domu zastaje czekającego na niego Carlyona.